# Halberstädter Straße 92 (Magdeburg)

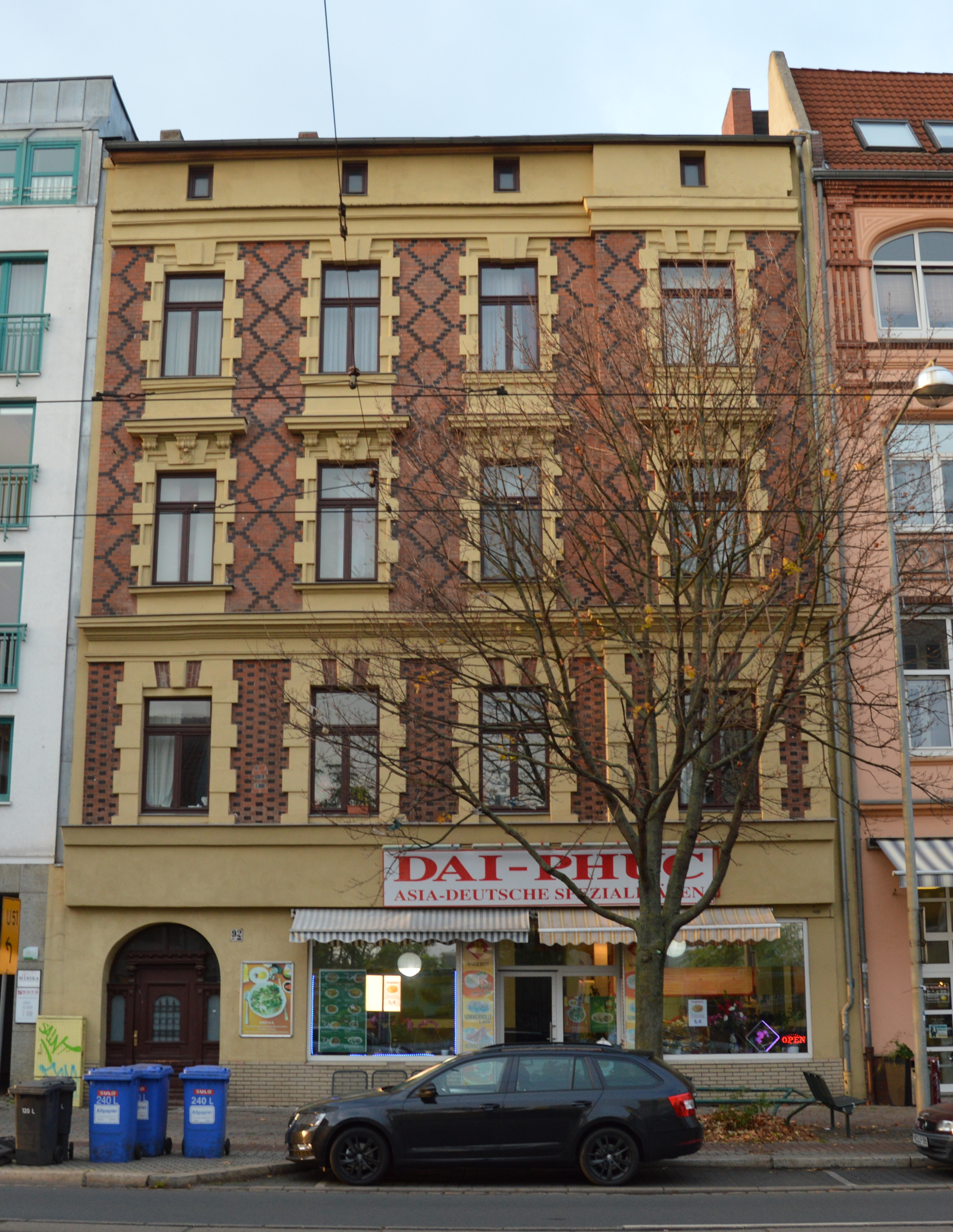
Haus Halberstädter Straße 92

Das Haus Halberstädter Straße 92 ist ein denkmalgeschütztes Gebäude im Magdeburger Stadtteil Sudenburg in Sachsen-Anhalt.

## Lage
Es befindet sich auf der Nordseite der Halberstädter Straße. Unmittelbar östlich grenzt das gleichfalls denkmalgeschützte Haus Halberstädter Straße 90 an.

## Architektur und Geschichte
Das viergeschossige Gebäude mit Mezzaningeschoss entstand im späten 19. Jahrhundert im Stil der Neorenaissance. Die ziegelsichtige vierachsige Fassade ist mit Rautenbändern aus dunklen Ziegeln verziert. Die Fenster sind von einer starken Bossierung umrahmt. Die äußerste rechte Fensterachse tritt leicht hervor und trug ursprünglich eine Bekrönung.
Das Haus gilt im Zusammenhang mit der Umgebungsbebauung aus der Zeit um 1900 als städtebaulich bedeutsam.
Im örtlichen Denkmalverzeichnis ist das Wohn- und Geschäftshaus unter der Erfassungsnummer 094 81978 als Baudenkmal verzeichnet.